# Хащеватская трагедия
Хащеватская трагедия — массовые убийства в селе Хащеватом Гайворонского района еврейского гражданского населения во время Второй мировой войны. На месте трагедии открыт мемориальный комплекс «Хащеватская трагедия», являющийся крупнейшим в Европе памятником жертвам Холокоста. Мемориал находится у еврейского кладбища, которое является памятником культурного наследия местного значения.

## История
С конца XVIII и до первой половины XX века Хощевато имело статус местечка. Основное население составляли евреи и украинцы. В 1905 году там насчитывалось 720 дворов, с населением 4335 человек. Действовали православная церковь и синагога. С 1923 по 1932 год Хощевато было районным центром. 29 июля 1941 года село оккупировали немецкие войска.
Массовые изгнания евреев из Хащеватого и соседних сёл начались осенью 1941 года, а в октябре около 500 евреев были переправлены через реку Буг на оккупированную румынами территорию.
16 февраля 1942 года на рассвете в село Хащеватое были стянуты около 60 полицейских. Первые расстрелы мирных жителей-евреев начались в восемь часов утра. Жертв унижали перед смертью, раздевая. Расстрелы продолжались несколько дней вплоть до 20 февраля. Всего было расстреляно более 1000 граждан еврейской национальности, более трети из которых были детьми. Дома евреев были разграблены местными. Акция полностью «уничтожила еврейское местечко, которое просуществовало несколько веков».
Единицам чудом удалось избежать смерти. Исаак Крыс спрятался в суфлёрской будке, а впоследствии был спасен украинской семьёй. Впоследствии он попал в бершадское гетто но и там смог выжить. Выжила и Вера Ташлицкая, которую в момент залпа толкнули в яму откуда она видела, как убили её семью. Она лежала в яме, которая ещё дышала и выползла только когда всё улеглось. Впоследствии она более двух лет пряталась в семье Валентины и Ефима Левицких.

## Мемориал
После войны на месте трагедии был построен скромный мемориал из глины. В апреле 2013 года Министерством культуры Украины место расстрела на еврейском кладбище было объявлено памятником культурного наследия местного значения. Был создан благотворительный фонд «Мемориал Хащеватской трагедии» возглавленный Ефимом Мармером. Мемориал начали строить осенью 2013 года. Мемориал создан на пожертвования граждан, общая стоимость освоенных средств — порядка миллиона гривен. С планировочным решением того, каким будет мемориал определились далеко не сразу. Было много идей, предложенных одноклассниками и земляками инициаторов проекта, среди которых — один из известных киевских архитекторов.
9 мая 2014 в 12 часов дня состоялось торжественное открытие мемориала. На это время строительные работы на комплексе ещё продолжаются. В открытие мемориала приняли участие жители села, гости из Киева, Кировограда, Одессы и соседних областей, глава областного совета Кировоградской области Александр Черноиваненко, директор Украинского центра исследований истории Холокоста Анатолий Подольский. На открытии старшеклассники местной школы читали собственные стихотворения и зажгли мемориальные свечи. Погибших почтили минутой молчания. Выступил Александр Черноиваненко, выступил глава сельского совета Владимир Николаевич Кузнецов, директор хащеватской средней школы Елена Михайловна Вдовиченко, выступал руководитель строительства мемориала, один из первых ликвидаторов Чернобыльской аварии Виктор Бевзенко, выступил организатор мемориала Ефим Мармер.
Мемориал включает в себя так называемую «Стену плача», которая сложена из камня символически повторяя то, как ранее в данном месте строили ограды. На левой стене — плиты, на них фамилии расстрелянных. Список продолжает дополняться. В центральной части мемориала сделана гранитная стела весом 9,5 тонн. К стеле у стен ведет широкая лестница, начинающаяся от мощеного диска по центру которого на земле расположена гранитная звезда Давида. В дальнейшем планируется создание парковой зоны. Городским отделом архитектуры разработан план-схема сквера. Мемориал выполнен из местных пород: Гайворонский гранит и Завальевский графит.
На гранитной стеле начертана еврейская буква «хэт» с которой начинается название села Хащеватое. У буквы есть и дополнительное символическое значение — «добро». Как резюмировал Ефим Леонидович Мармер: 

На страшном месте, где были убиты люди, мы написали «добро». Потому что добро — это наше будущее, добро всегда победит зло. Хочется в это верить.